# تمرة (طائر)
التمرة أو ذُعَرِيَّات (الاسم العلمي: Motacillidae) وتسمى أيضا أم عجلان وهي  فصيلة لطيور الجواثم الصغيرة لها ذيل متوسط إلى طويل. يوجد منها حوالي 65 نوعا في 6 أجناس تشمل الذعرات، طويلة المخالب والجشنات. تتواجدت طويلة المخالب في المدار الأفريقي بشكل كبير، والذعرات في غالب أوروبا، أفريقيا وآسيا، مع نوعين مهاجر ويقطن في ألاسكا. وتعتبر الجشنات الأكثر انتشارا في العالم.